# Amos White
Amos Mordechai White (* 6. November 1889 in Kingstree, South Carolina; † 2. Juli 1980) war ein US-amerikanischer Jazztrompeter.

## Leben und Wirken
White wuchs als Waise ab 1900 in Charleston (South Carolina) auf, wo er als Jugendlicher bis 1913 in der Jenkins Orphanage Band spielte und mit Minstrel Shows und Wanderzirkussen auf Tourneen ging. Nach Abschluss des Benedict College kehrte er zunächst ins Jenkins Orphanage zurück, um als Lehrer zu arbeiten. Während des Ersten Weltkriegs spielte er in der 816th Pioneer Infantry Band in Frankreich; nach Kriegsende zog er nach New Orleans. Dort arbeitete er als Schriftsetzer, spielte daneben Jazz in seiner Freizeit und arbeitete u. a. mit Papa Celestin und Fate Marable. In den 1920er Jahren wirkte er bei zahlreichen Aufnahmen von Bluessängerinnen wie  Bessie Smith und Lizzie Miles mit, außerdem spielte er in der Band Alabamians. In dieser Zeit tourte er mit Mamie Smith und nahm mit Tiny Parham und Frank „Big Boy“ Goudie auf. 1928 wurde er Leiter der Georgia Minstrels. In New Orleans organisierte er das New Orleans Creole Orchestra, in dem u. a. auch Barney Bigard Klarinettist war.
In den 1930er Jahren zog White nach Phoenix, wo er mit eigener Band und lokalen Tanzbands auftrat, wie der von Felipe Lopez. Ende des Jahrzehnts ließ er sich in Oakland nieder und spielte bis in die 1960er Jahre in Marching Bands. 